# Michael McLeod (homme politique)
Pour les articles homonymes, voir Michael McLeod et McLeod.
Michael McLeod, né le 6 septembre 1959 à Fort Providence, Territoires du Nord-Ouest, est un homme politique canadien. Il est député fédéral du Territoires du Nord-Ouest de 2015 à 2025.

## Biographie
Né le 6 septembre 1959 à Fort Providence, Michael McLeod devient maire de cette ville à l'âge de 22 ans après avoir été choisi par le conseil déné local.
Élu député de la circonscription de Deh Cho lors élections générales ténoises de 1999 contre le président sortant de la chambre Samuel Gargan, il est réélu en 2003 et par acclamation en 2007. Durant son dernier mandat, il est ministre des Transports et des Travaux publics et services. Il est défait par Michael Nadli en 2011.
Après sa défaite en 2011, il devient directeur de la Mackenzie River Environmental Impact Review Board et travaille à la promotion du tourisme.
Candidat libéral dans la circonscription fédérale des Territoires du Nord-Ouest, il est élu député à la Chambre des communes lors des élections de 2015. Il est réélu en 2019 et 2021.
Son frère, Bob McLeod, a aussi été membre de la législature et premier ministre des Territoires du Nord-Ouest de 2011 à 2019.